# Ulica Sądowa we Wrocławiu

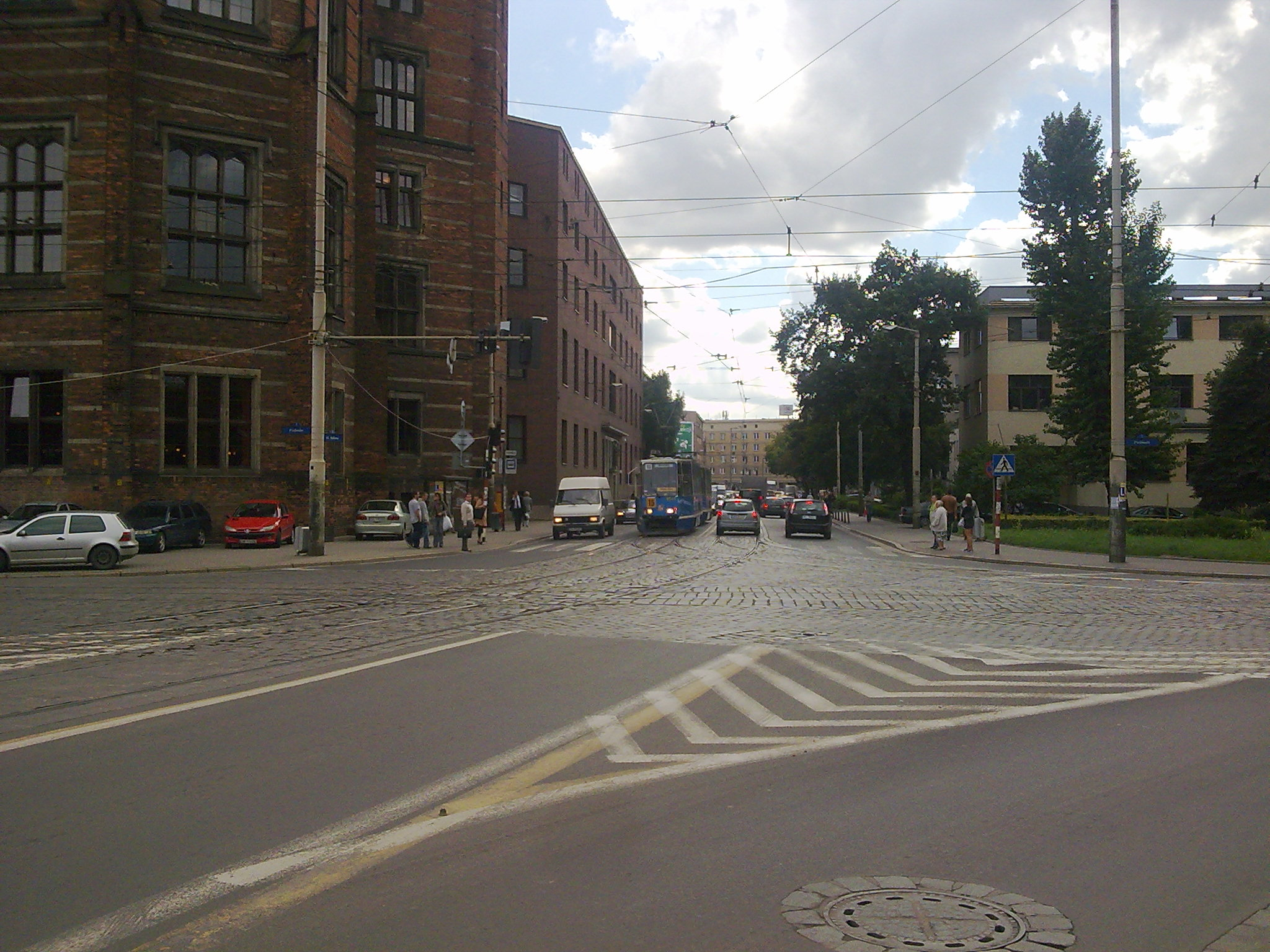
Ulica Sądowa widziana ze skrzyżowania Podwala z Krupniczą w kierunku południowym, w stronę ul. Piłsudskiego. Po lewej gmach sądów wrocławskich.

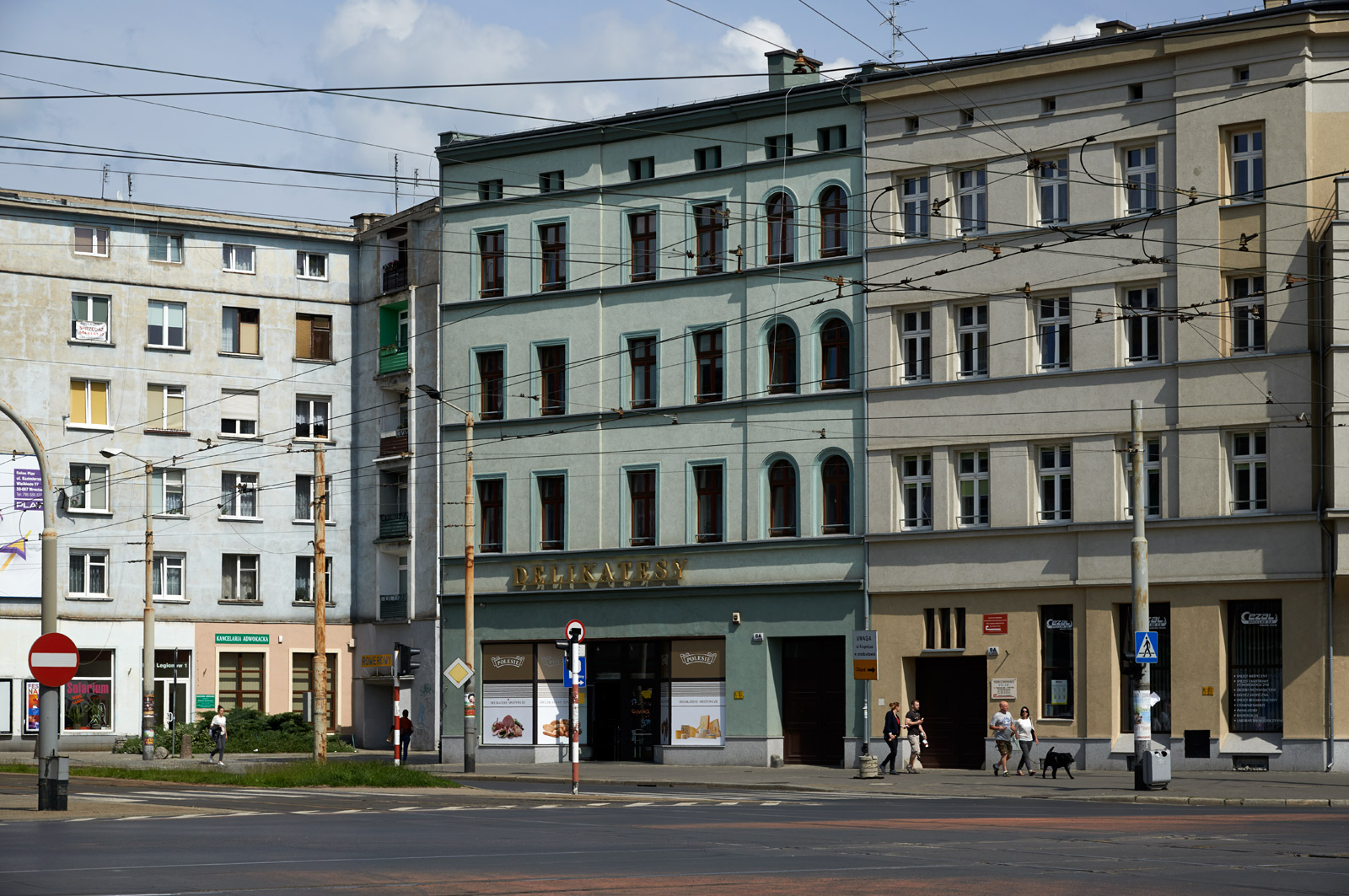
Kamienice nr 9a i 8a przy ul Sądowej, pochodzące z ok. 1865 r.

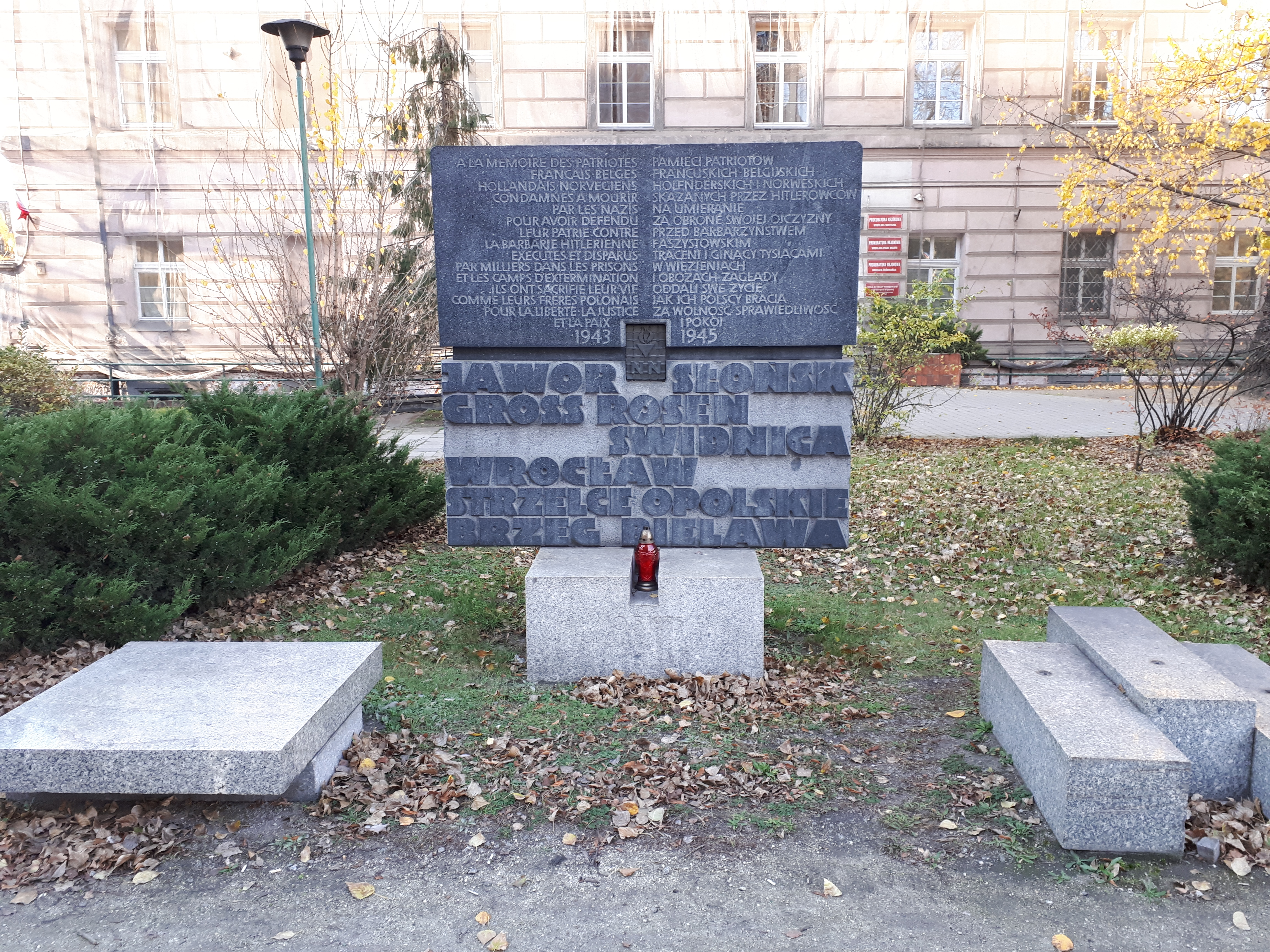
Pomnik ku czci uczestników ruchu oporu francuskiego, belgijskiego, holenderskiego i norweskiego

Ulica Sądowa – niespełna 300-metrowa ulica we Wrocławiu, przebiegająca obok gmachu sądu okręgowego i rejonowego, pomiędzy ul. Piłsudskiego a Podwalem. Jest przedłużeniem wychodzącej ze ścisłego centrum  ulicy Krupniczej i łączy ją dalej z Grabiszyńską.
Jej pierwszy odcinek, bliższy Podwala Świdnickiego (wówczas Schweidnitzer Stadtgraben) sięgający do dzisiejszej ul. Świebodzkiej (Freiburger Straße), powstał wkrótce po wyburzeniu (w latach 1807-1810) fortyfikacji miejskich. Ulica nie miała wówczas jeszcze połączenia z Krupniczą (wówczas Graupenstraße), która znajduje się bliżej centrum miasta, po drugiej stronie Fosy Miejskiej. Dopiero w roku 1823 dzisiejsza Sądowa uzyskała nazwę Neue Graupenstraße (którą można tłumaczyć jako „Nową Krupniczą”). W latach 1845–1852 zbudowano tutaj pseudogotycki gmach sądu i więzienie, rozbudowany jeszcze w latach 30. XX wieku.
Przez wszystkie te lata jedynym połączeniem ulicy była tylko kładka wiodąca na drugą stronę Fosy Miejskiej łącząca Neue Graupenstraße i Stadtgraben (sądową i Podwale) z Graupenstraße (Krupniczą).  Później (w 1862) kładkę nad fosą zastąpiono trwałą przeprawą, a Neue Graupenstraße przedłużono o dalsze mniej więcej sto metrów do skrzyżowania z Gartenstraße (Piłsudskiego) i Gräbscherner Straße (Grabiszyńską), przez co oś Neue Graupenstraße–Graupenstraße (Sądowa–Krupnicza) zyskała status dość ważnej arterii staromiejskiej, i dokonano parcelacji gruntów dzielnicy Siebenhufen (pol. „Siedem Łanów”) Przedmieścia Świdnickiego, na której terenie położona jest ulica. Jeżdżące po Wrocławiu od 1877 tramwaje konne nie kursowały dzisiejszą ulicą Sądową, ale pierwsza wrocławska linia tramwaju elektrycznego, uruchomiona w 1893, wiodła z Grabiszyna przez Sądową i Krupniczą do placu Solnego i potem do Rakowca. Wzdłuż Neue Graupenstraße zaczęły powstawać nowe domy i kamienice czynszowe, w tym wzniesione około roku 1865 budynki przy dzisiejszej Sądowej 8a i 9a, które zachowały się do dzisiaj. Pod numerem 12 zlokalizowana była utworzona w 1862 wrocławska fabryka czekolady i kakao Oswalda Püschela, a pod numerem 11 – Skład Win i Spirytualiów „Mamlok und Söhne”.
Oblężenie Festung Breslau w roku 1945 zrujnowało większość zabudowy tej ulicy. Do odbudowy ze zniszczeń zakwalifikowano tylko kompleks sądowy oraz kamienice 8a i 9a. Po uporządkowaniu w pierwszych latach po wojnie okolicznego terenu uruchomiono kursowanie tramwajów i w latach 1956-1962 wzniesiono nowe bloki przy obecnym placu Legionów (osiedle mieszkaniowe Plac PKWN) i w latach 1961-64 na miejscu zburzonych kamienic przy Sądowej, a także (w 1963) przychodnię rejonową (ul.Sądowa 6). Ostatnim obiektem użytkowym był budynek zespołów adwokackich (ul.Sądowa 18) ukończony w roku 1964.
W 1975 na skwerze przy skrzyżowaniu Podwala i Sądowej odsłonięto pomnik ku czci uczestników ruchu oporu francuskiego, belgijskiego, holenderskiego i norweskiego. Pomnik ufundowało Stowarzyszenie Byłych Więźniów Akcji „Nacht und Nebel”, a autorami pomnika byli Józef Sztajer oraz Bernard Lewiński. Uroczystość odbyła się 10 maja 1975 z udziałem ambasadorów czterech państw.